# Ван Хорн (Тексас)
Ван Хорн (енгл. Van Horn) град је у америчкој савезној држави Тексас. По попису становништва из 2010. у њему је живело 2.063 становника.

## Демографија
Према попису становништва из 2010. у граду је живело 2.063 становника, што је 372 (15,3%) становника мање него 2000. године.
| Група             | 2000.         | 2010.         |
| Белци             | 448 (18,4%)   | 364 (17,6%)   |
| Афроамериканци    | 16 (0,7%)     | 12 (0,6%)     |
| Азијати           | 14 (0,6%)     | 21 (1,0%)     |
| Хиспаноамериканци | 1.914 (78,6%) | 1.641 (79,5%) |
| Укупно            | 2.435         | 2.063         |